# Saijo
Saijo (Japans: 西条市, Saijō-shi) is een stad in de Japanse prefectuur Ehime. Begin 2008 had de stad een geschatte bevolking van 112.403 inwoners en een bevolkingsdichtheid van 221 inwoners per km². De totale oppervlakte van deze stad is 509,05 km².

## Geschiedenis
Saijo werd op 29 april 1941 een stad (shi).
Op 1 november 2004 werden de steden Saijo en Toyo met de gemeenten Komatsu en Tanbara van het voormalige District Shusou samengevoegd tot deze nieuwe stad Saijo. Het District Shusou verdween als gevolg van deze fusie.

## Bezienswaardigheden
Saijo staat bekend om zijn natuurlijk bronwater. Allerlei borden in op het station en de treinen in de stad geven Saijo weer als de Bronwaterstad van Japan. Talrijke fonteinen waar de lokale bevolking en bezoekers water uit kunnen tappen staan verspreid door de stad. Veel particuliere huizen hebben een eigen wel geboord voor eigen consumptie.

## Economie
Coca Cola en Asahi Brouwerij hebben beide productiefabrieken in de stad vanwege de vrije toegang tot het milde en schone water.

## Verkeer

### Trein
- Shikoku Railway Company : Yosan-lijn

Station Iyosaijo - Station Ishizuchiyama – Station Iyohimi – Station Iyokomatsu – Station Tamanoe – Station Nyugawa - Station Iyomiyoshi

### Weg
- Autosnelweg

Saijo ligt aan de Matsuyama-autosnelweg
- afrit 10 Iyo-Saijo
- afrit 11 Iyokomatsu

en aan de Imabari-Komatsu-autosnelweg
- afrit 2 Toyotanbara
- afrit 3 Iyokomatsukita
- Autoweg

Saijo ligt aan de autowegen 11, 192,194 en 196.
- Prefecturale weg

Saijo ligt aan de prefecturale wegen 12,13,48,139,140,141,142,143,144,147,148,149,150,151, 152,153,154,155,159,302 en 327.

## Stedenbanden
Saijo heeft een stedenband met
- Baoding, Volksrepubliek China

## Geboren
- Nobutaka Taguchi (1951), zwemmer
- Yuto Nagatomo (1986), voetballer